# Wyłączenie alleliczne
Wyłączanie alleliczne, wykluczanie alleliczne − zjawisko polegające na tym, że jeśli w komórce diploidalnej dojdzie do ekspresji prawidłowego białka z danego allelu, to ekpresja drugiego allelu zostanie zablokowana. W ten sposób heterozygota produkuje tylko jedną izoformę danego białka. Przykładem wyłączania allelicznego mogą być geny dla łańcuchów ciężkich i lekkich przeciwciał.